# Baraúna (Rio Grande do Norte)
Pour les articles homonymes, voir Baraúna.
Baraúna est une municipalité brésilienne située dans l'État du Rio Grande do Norte.